# Lasiocroton macrophyllus
Lasiocroton macrophyllus är en törelväxtart som först beskrevs av Olof Swartz, och fick sitt nu gällande namn av August Heinrich Rudolf Grisebach. Lasiocroton macrophyllus ingår i släktet Lasiocroton och familjen törelväxter. IUCN kategoriserar arten globalt som nära hotad.
Artens utbredningsområde är Jamaica. Inga underarter finns listade i Catalogue of Life.